# Gerolf Annemans

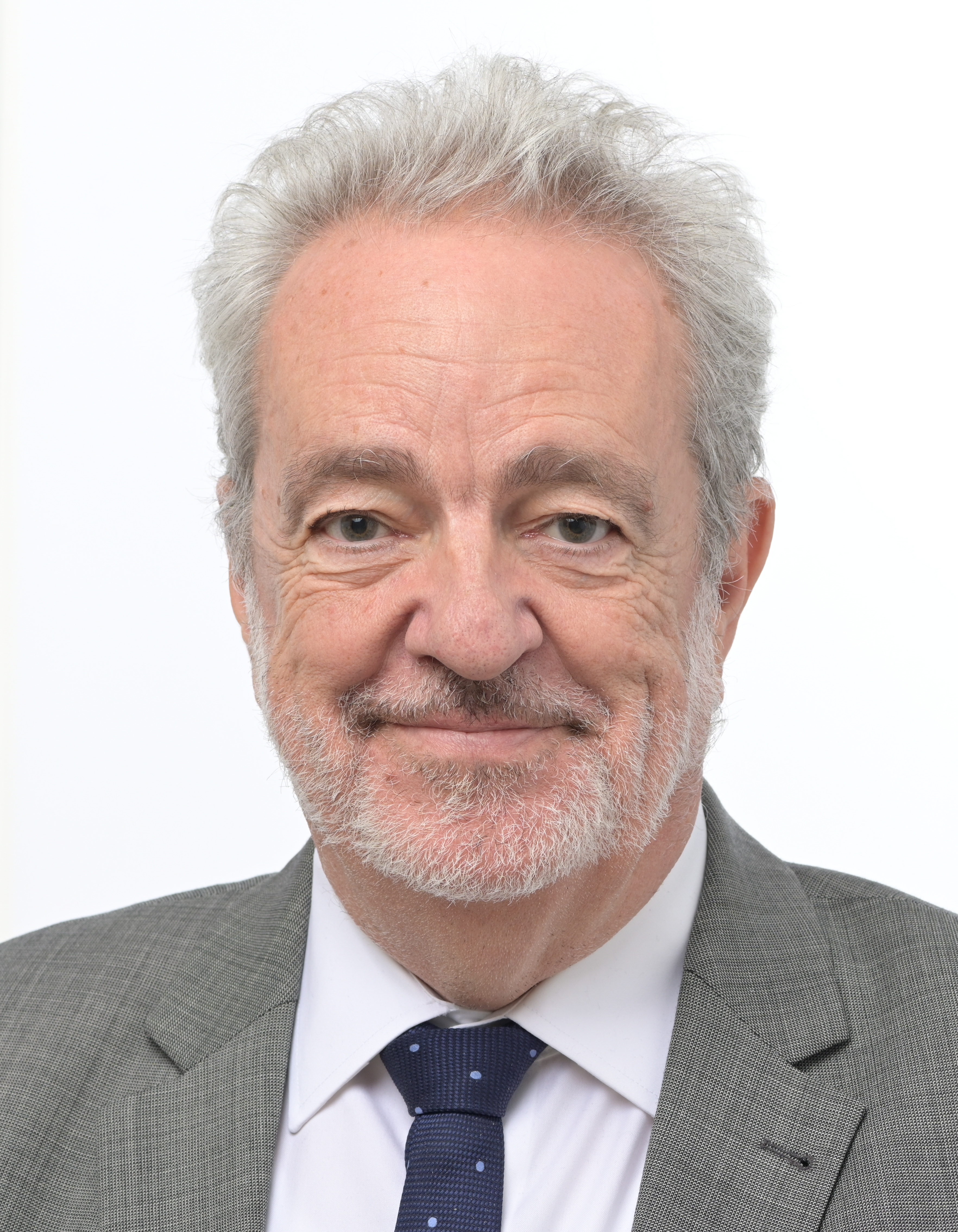
Gerolf Annemans (2024)

Gerolf Annemans (* 8. November 1958 in Antwerpen) ist ein belgischer Politiker der Vlaams Belang. Er ist seit 2014 Mitglied des Europäischen Parlaments. Zuvor war er von 1987 bis 2014 Mitglied der belgischen Abgeordnetenkammer. Annemans war von 2012 bis 2014 Parteivorsitzender des Vlaams Belang und von 2019 bis 2024 Vorsitzender der europäischen politischen Partei Identität und Demokratie.

## Leben
Annemans absolvierte von 1978 bis 1982 ein Studium der Rechtswissenschaften an der Universität Antwerpen, das er mit dem Lizentiat abschloss. Dort wurde er Mitglied des Katholischen Flämischen Studentenverbands (KVHV) Antwerpen. Anschließend praktizierte er als Rechtsanwalt.
Annemans trat 1985 der flämisch-nationalistischen und rechtsextremen Partei Vlaams Blok bei, die er ab 1987 in der Abgeordnetenkammer des belgischen Föderalparlaments sowie im Vlaamse Raad, dem Parlament der Flämischen Gemeinschaft und der Flämischen Region, vertrat. Der Vlaams Blok wurde 2004 durch eine Gerichtsentscheidung wegen Verstoß gegen das belgische Antirassismusgesetz aufgelöst. Faktisch bestand die Partei aber unter dem neuen Namen Vlaams Belang fort. Von 1987 bis 2013 war Annemans Fraktionsvorsitzender des Vlaams Blok bzw. Vlaams Belang in der Abgeordnetenkammer. Seit dem Jahr 2000 gehört er zusätzlich dem Gemeinderat von Antwerpen an. Im Dezember 2012 wurde er als Nachfolger von Bruno Valkeniers Parteivorsitzender des Vlaams Belang. Ihm folgte 2014 als Parteivorsitzender Tom Van Grieken.
Annemans ist seit 2014 Abgeordneter im Europäischen Parlament. Dort war er zunächst fraktionslos, bis die Abgeordneten mehrerer rechtsextremer und EU-feindlicher Parteien unter Führung der französischen Front National im Juni 2015 die Fraktion Europa der Nationen und der Freiheit (ENF) bildeten. Annemans wurde zum Schatzmeister dieser Fraktion bestimmt. Er war von 2014 bis 2019 und von 2021 bis 2024 Mitglied im Ausschuss für Wirtschaft und Währung. Seit 2017 ist er Mitglied im Ausschuss für konstitutionelle Fragen. Außerdem war er von 2014 bis 2024 Delegierter für die Beziehungen zu den Vereinigten Staaten.
Bei den Europawahlen 2019 und 2024 wurde er jeweils wiedergewählt. Die ENF-Fraktion benannte sich 2019 in Fraktion Identität und Demokratie (ID) um, Annemans blieb deren Vorstandsmitglied. Außerdem war er von 2019 bis 2024 Vorsitzender der Identität und Demokratie Partei. Seit 2024 heißt die Fraktion Patrioten für Europa (PfE) und Annemans ist erneut ihr Schatzmeister. In der 10. Legislaturperiode (2024–2029) ist er außerdem Delegierter im Parlamentarischen Partnerschaftsausschuss EU-Armenien, im Ausschuss für parlamentarische Kooperation EU-Aserbaidschan und im Parlamentarischen Assoziationsausschuss EU-Georgien sowie in der Parlamentarischen Versammlung EURO-NEST.
Er ist verheiratet und hat drei Kinder.